# Montceaux-lès-Vaudes
Montceaux-lès-Vaudes är en kommun i departementet Aube i regionen Grand Est (tidigare regionen Champagne-Ardenne) i nordöstra Frankrike. Kommunen ligger  i kantonen Bouilly som ligger i arrondissementet Troyes. År 2022 hade Montceaux-lès-Vaudes 246 invånare.

## Befolkningsutveckling
Antalet invånare i kommunen Montceaux-lès-Vaudes
Referens: INSEE